# Istituto di ricerca delle Nazioni Unite per lo sviluppo sociale
L'Istituto di ricerca delle Nazioni Unite per lo sviluppo sociale (UNRISD dall'inglese United Nations Research Institute For Social Development) è un istituto indipendente delle Nazioni Unite nato nel 1963, con sede a Ginevra.
L'agenzia si occupa di effettuare un lavoro di ricerca sugli effetti sociali dello sviluppo economico e della globalizzazione.
Il lavoro dell'USDIR si basa su due punti:
- garantire a tutti gli esseri umani il diritto ad una vita dignitosa, in un contesto di sviluppo economico sostenibile.
- permettere a tutti gli esseri umani di godere di ugual diritti fin dalla nascita.

Lo scopo dell'istituto è quello di ricercare i problemi che lo sviluppo economico ha comportato (specie nel terzo mondo) e trovarne le soluzioni, portando alla ribalta dell'opinione pubblica drammi esistenti in alcune parti del mondo.
A differenza delle altre agenzie dell'ONU, l'UNRISD non ha vincoli nella propria azione, inoltre l'organizzazione non soffre della "burocratizzazione" presente in molte agenzie ONU: i dipendenti dell UNISDR, infatti, sono per lo più sociologi ed economisti, con una bassa percentuale di "funzionari".
La direttrice dell'istituto è la britannica Sarah Cook.